# Highland Cemetery (Roclincourt)
Highland Cemetery (Roclincourt) is een Britse militaire begraafplaats met gesneuvelden uit de Eerste Wereldoorlog en gelegen in de Franse gemeente Roclincourt (departement Pas-de-Calais). De begraafplaats werd ontworpen door Reginald Blomfield en ligt midden in het veld op 830 m noordoostelijk van het dorpscentrum (gemeentehuis). Ze is vanaf de Rue de Douai bereikbaar via een pad van 430 m. Het terrein heeft een rechthoekig grondplan met een oppervlakte van 1.159 m² en is omgeven door een lage natuurstenen muur. Het Cross of Sacrifice staat dicht bij de toegang aan de noordoostelijke muur. De begraafplaats wordt onderhouden door de Commonwealth War Graves Commission.
Er liggen 322 doden begraven waaronder 44 niet geïdentificeerde.

## Geschiedenis
Net voor de strijd rond Arras in 1917 lag Roclincourt binnen de Britse frontlijn. Van hieruit werd in april 1917 door de 51st (Highland) en 34th divisions vooruitgang geboekt op de vijand. 
De begraafplaats werd aanvankelijk na deze strijd aangelegd onder de naam Roclincourt Forward Cemetery No.1 voor het begraven van de slachtoffers van de 51st Division. Na de wapenstilstand werden er nog graven aan toegevoegd vanuit het omliggende slagveld en met gesneuvelden van de Canadian Field Artillery en Railway Troops die op de Fond-de-Vase Britisch Cemetery in Marœuil begraven waren.
Er liggen nu 273 Britten, 33 Canadezen en 16 Zuid-Afrikanen begraven. Voor 1 Brit werd een Special Memorial opgericht omdat zijn graf niet meer gevonden werd en men neemt aan dat hij onder een naamloze grafzerk ligt.

## Graven
- soldaat J.B. Walker (Gordon Highlanders) is hier begraven maar men heeft vastgesteld dat hij eveneens als begraven werd opgegeven in de nabijgelegen Roclincourt Valley Cemetery. Tot nu toe heeft onderzoek niet kunnen aantonen waar J.B. Walker echt begraven ligt. Daarom heeft de CWGC besloten beide graven in dit uitzonderlijk geval te behouden.

### Onderscheiden militairen
- Dominee John Spence Grant, kapitein bij de Gordon Highlanders werd onderscheiden met het Military Cross (MC).
- John Thomas Morrison, compagnie sergeant-majoor bij de Cameronians (Scottish Rifles) werd onderscheiden met de Distinguished Conduct Medal (DCM).
- Sergeant A. Butters (Northumberland Fusiliers) en korporaal Harry Botterill (South African Infantry) werden onderscheiden met de Military Medal (MM).